# Pentasacme wallichii
Pentasacme wallichii är en oleanderväxtart som beskrevs av Robert Wight. Pentasacme wallichii ingår i släktet Pentasacme och familjen oleanderväxter. Inga underarter finns listade i Catalogue of Life.